# Stephen Maguire
Pour les articles homonymes, voir Maguire.
Stephen Maguire est un joueur professionnel de snooker écossais, né le 13 mars 1981 à Glasgow. 
Professionnel depuis 1998, il compte sept titres classés à son palmarès, dont le prestigieux championnat du Royaume-Uni en 2004. Il a aussi disputé deux autres finales dans ce tournoi, qu'il a toutes les deux perdues : l'une en 2007 et l'autre en 2019. Maguire a participé quatorze fois au Masters de snooker dans sa carrière et a pour meilleur résultat quatre demi-finales, en 2007, 2009, 2010 et 2014. Son meilleur classement est no 2 mondial lors des saisons 2008-2009 et 2009-2010. 
En 2012, il élimine Stephen Hendry en quart de finale du championnat du monde, sur le score de 13-2, contribuant ainsi à la retraite sportive de ce dernier, septuple champion du monde, et rejoint la demi-finale du tournoi pour la deuxième fois de sa carrière.

## Carrière

### Débuts prometteurs (1998-2003)
Maguire passe professionnel en 1998 et évolue sur le circuit britannique. En 2000, il sort victorieux de sa finale au championnat du monde amateur, opposé à Luke Fisher, et passe tout proche de se qualifier pour le championnat du monde : il mène 9-6 contre Joe Swail mais s'incline dans la manche décisive. Swail atteindra ensuite la demi-finale du tournoi. Au championnat du Royaume-Uni 2002, Maguire élimine Fergal O'Brien, classé 23e mondial à  l'époque, puis s'incline devant Ken Doherty (9-7). 
Lors de la saison 2002-2003, il réussit à atteindre les huitièmes de finale en tournoi pour la première fois à l'Open de Grande-Bretagne et au Masters d'Irlande. Il termine la saison no 41 mondial.

### Révélation (2004-2005)

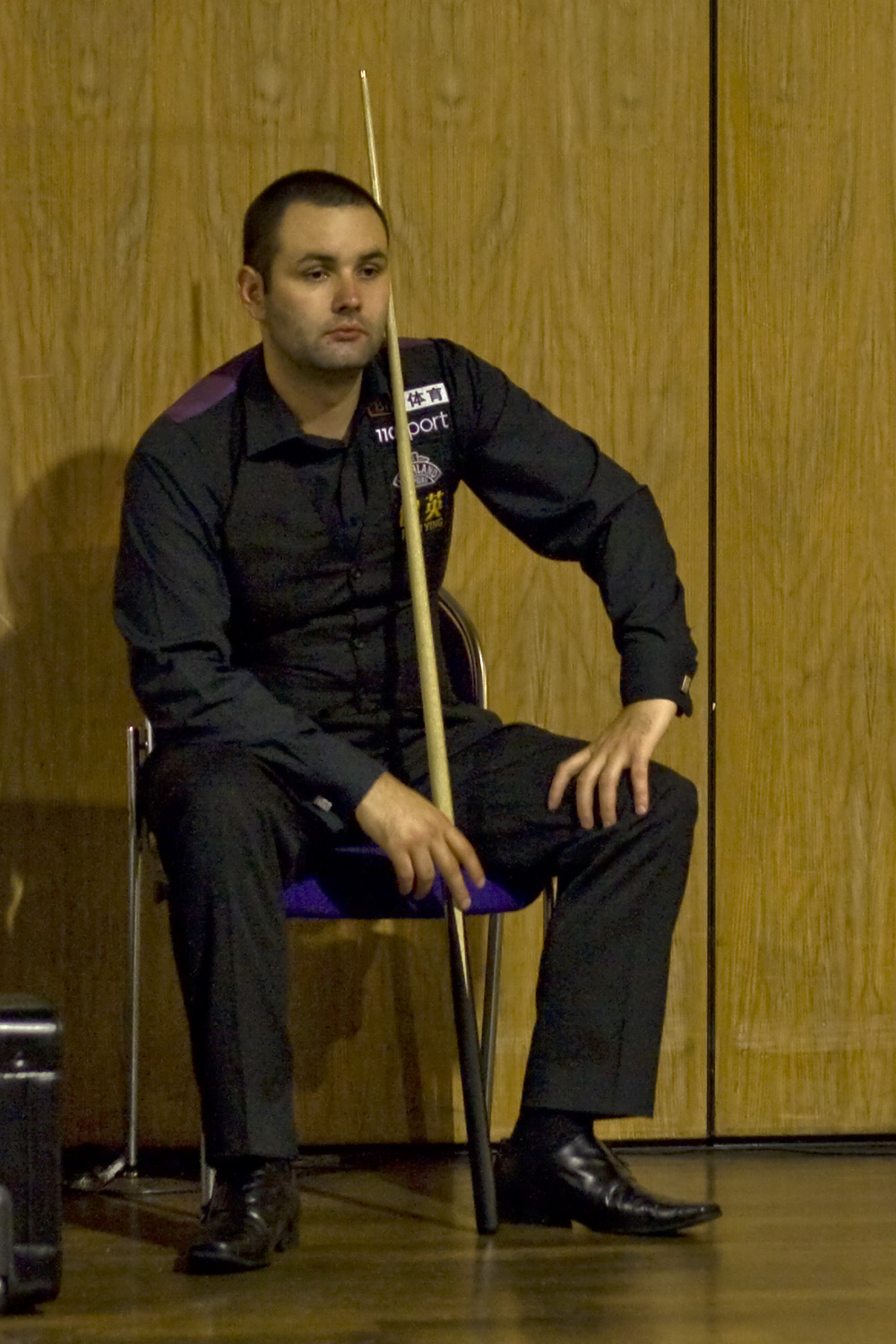
Maguire au Classique Paul Hunter 2009.

Il remporte son premier tournoi classé en 2004 en étant classé no 41, lors du Masters d'Europe, en battant coup sur coup Peter Ebdon, Joe Perry, John Higgins, Stephen Lee et Jimmy White en finale (9-3). Stephen Maguire dédie cette victoire à l'ancien joueur Terry Griffiths qui l'a beaucoup aidé à travailler son mental dit-il.  En fin de saison, Maguire se qualifie pour la première fois de sa carrière au championnat du monde, où il perd contre Ronnie O'Sullivan au premier tour, sur le score de 10-6. À la fin de la rencontre, O'Sullivan se dit impressionné par la performance de son jeune adversaire et parle de lui comme un futur vainqueur de tournois majeurs.
Le joueur écossais commence la saison suivante par un quart de finale au Grand Prix, puis une finale à l'Open de Grande-Bretagne, qu'il perd contre son compatriote John Higgins (9-6). En demi-finale, il se montre convaincant en écrasant Ronnie O'Sullivan 6 frames à 1. En fin d'année 2004, Maguire bat Mark Davis (9-2), Ronnie O'Sullivan (9-6), Steve Davis (9-2), Stephen Lee (9-4) et Mark King (9-4) pour une place en finale du championnat du Royaume-Uni, qu'il gagne face à David Gray, infligeant à l'Anglais une lourde défaite (10-1). Ronnie O'Sullivan se montre encore plus élogieux à son sujet et le décrit comme le futur numéro un mondial et champion du monde. O'Sullivan rajoute qu'il aura un rôle important à jouer dans le snooker, avi partagé par l'ancien champion Steve Davis. Au championnat du monde 2005, Maguire retrouve Ronnie O'Sullivan au premier tour pour la deuxième année de suite et s'incline à la manche décisive, 10-9. Il menait pourtant 9-7. Grâce à des résultats solides tout au long de la saison, il grimpe au 3e rang mondial.

### Meilleures années (2006-2013)
En 2006, Maguire n'atteint qu'un quart de finale à la coupe de Malte et est balayé par Marco Fu au deuxième tour du championnat du monde (13-4), rétrogradant au 9e rang mondial. En 2007, il remporte le trophée d'Irlande du Nord après des victoires de prestige face à Ding Junhui, tête de série no 1, Neil Robertson, 8e joueur mondial, Shaun Murphy, 4e mondial et l'Irlandais Fergal O'Brien en finale. Il échoue également face à John Higgins (17 frames à 15) en demi-finale au championnat du monde. Dans les tours précédents, Maguire avait eu à battre Joe Perry (10-3) puis Joe Swail (13-8) et Anthony Hamilton (13-7). Plus tard dans l'année 2007, Stephen dispute la deuxième finale de sa carrière dans un championnat du Royaume-Uni, qu'il perd sèchement contre O'Sullivan (10-2), et atteint sa première demi-finale d'un Masters, qu'il perd là-encore contre Ronnie O'Sullivan, sur le score de 6 à 4.
En 2008, il remporte son quatrième tournoi classé, lors de l'Open de Chine, en enchaînant des succès sur Fergal O'Brien (5-3), Barry Hawkins (5-2), Nigel Bond (5-0) et Ryan Day en demi-finale, match durant lequel il signe son deuxième break royal (147) en carrière. En finale, il triomphe de son rival Shaun Murphy (10-9). Cette victoire restera l'une des plus importantes de sa carrière puisqu'elle lui permet d'atteindre son meilleur classement (2e). Quelques jours après ce sacre, il atteint un nouveau quart de finale au championnat du monde, éliminant au passage Anthony Hamilton au deuxième tour. Il s'incline ensuite devant Joe Perry, à la manche décisive.
La saison suivante est moins bonne pour Maguire qui n'atteint aucune finale. Il se rattrape néanmoins en étant demi-finaliste à York (championnat du Royaume-Uni) et au Masters. En fin de saison, il est battu, comme lors de l'édition précédente,  en quart de finale du championnat du monde, par Neil Robertson cette fois. Malgré cela, Maguire se maintient à la deuxième marche du classement, et obtient une place de finaliste lors du challenge international de Pékin fin 2009.

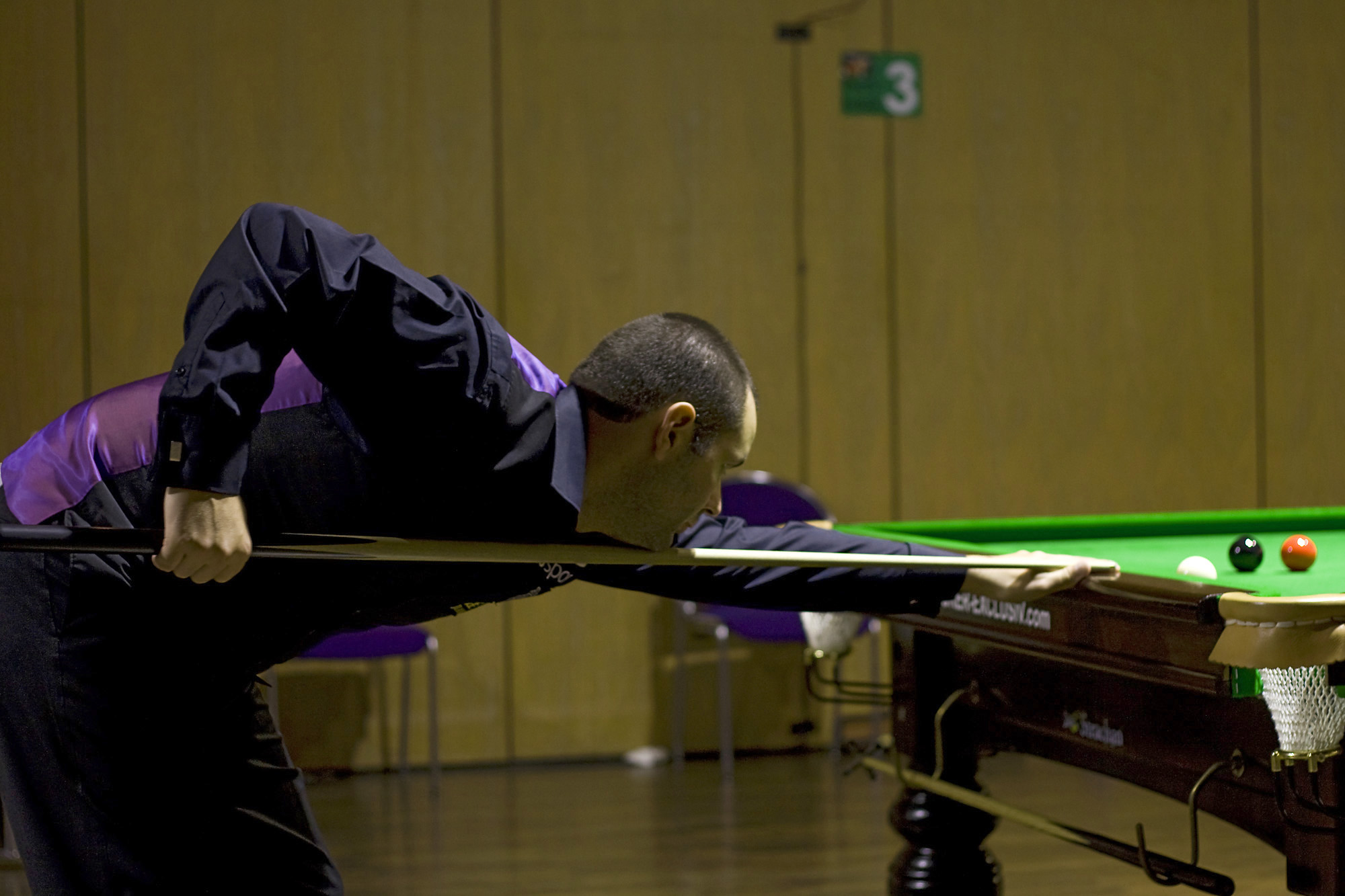
Stephen Maguire à la table (2009).

En début d'année 2010, Stephen Maguire rejoint sa deuxième demi-finale de suite au Masters, la troisième de sa carrière, qu'il perd par 6 manches à 3 contre Mark Selby. Quelques semaines après, il va jusqu'en demi-finale de l'Open du pays de Galles, où il cède face à Ali Carter. Maguire termine la saison par une contre-performance : après une victoire contre Stephen Lee au premier tour du championnat du monde, il est écrasé par son compatriote Graeme Dott (13-6). Au classement de fin de saison, il perd quatre places et redescend 6e mondial. Entre juin et octobre 2010, il dispute deux finales sur le championnat du circuit européen, s'inclinant face à Mark Williams lors du tournoi n°1 de Sheffield et contre Stephen Lee lors de la coupe MIUS.

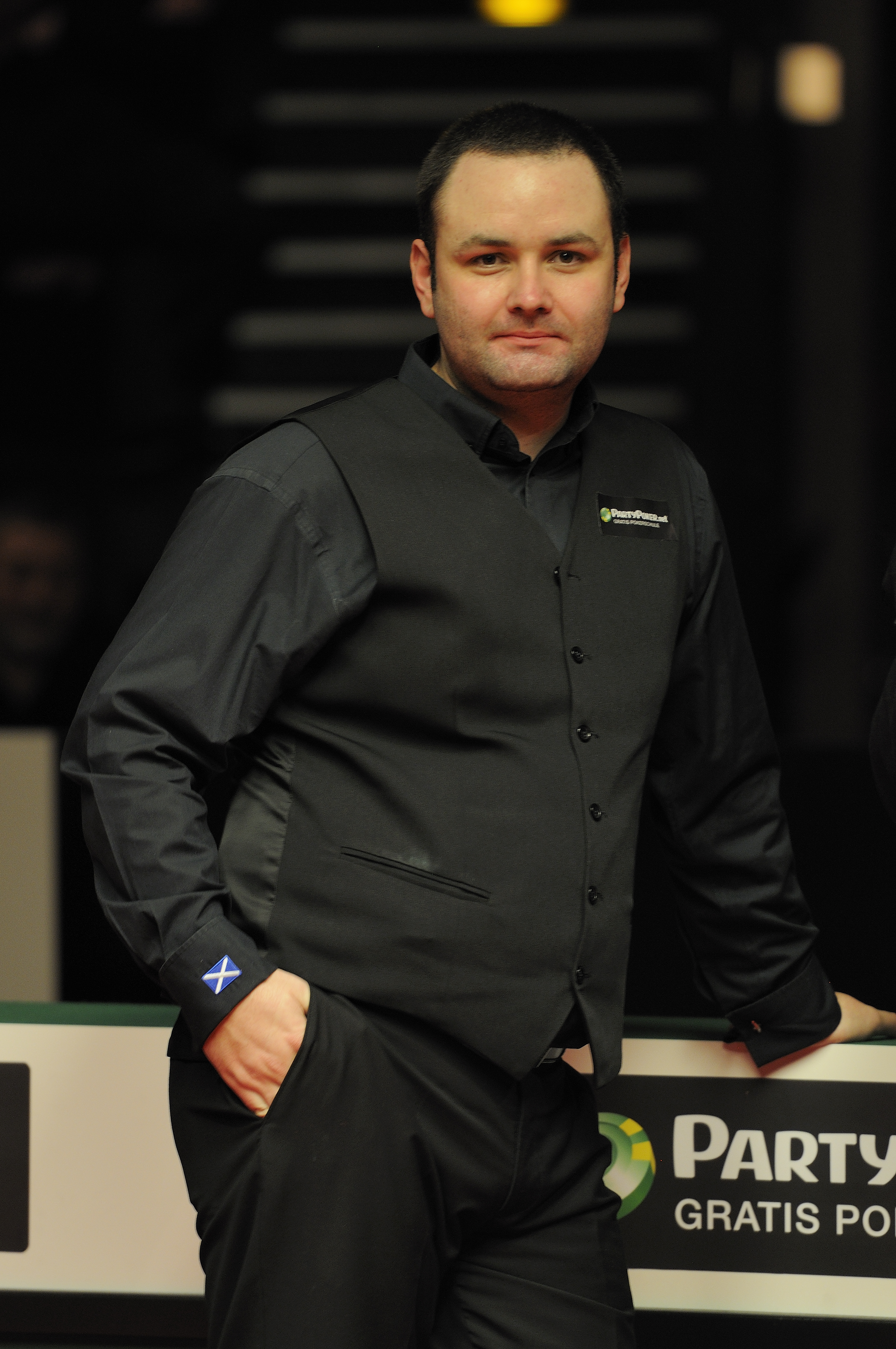
Maguire après sa défaite au Masters d'Allemagne 2012.

Il poursuit dans cette spirale négative puisqu'il échoue dans trois finales consécutives en tournois classés : l'Open du pays de Galles 2011 (défaite 9-6 contre John Higgins), le Masters d'Allemagne 2012 (défaite 9-7 contre Ronnie O'Sullivan) et l'Open de Chine 2012 (défaite 10-9 contre Peter Ebdon). En fin de saison 2011-2012, il enchaîne des victoires sur Luca Brecel, Joe Perry et Stephen Hendry (contribuant à la retraite de ce dernier), pour arriver en demi-finale au championnat du monde pour la deuxième fois de sa carrière. Il s'incline devant Ali Carter (17-12). Cette saison est réussie tant dans les tournois majeurs que mineurs puisque Maguire brille aussi sur le championnat du circuit des joueurs, où il glane le titre de l'Open FFB et une place de demi-finaliste dans l'épreuve finale, il s'incline alors face à Neil Robertson, par 4 manches à 0. À la suite de cette saison consistante, Maguire remonte au 4e rang du classement mondial.
Il commence bien la saison suivante par une victoire au tournoi de Gloucester puis, quelques jours après, une place de finaliste lors du deuxième tournoi de Gloucester, contre Martin Gould (4-3). Après cinq ans sans victoire dans un tournoi majeur, Maguire remporte enfin son cinquième titre classé, à l'occasion de l'Open du pays de Galles. Il bat d'abord le vétéran Anthony Hamilton au premier tour (4-2), puis Matthew Stevens au second (4-2). Il se débarrasse ensuite de Alan McManus en quart de finale (5-3) et de Judd Trump en demi-finale (6-4). En finale, il gagne contre Stuart Bingham (9-8). En revanche, au championnat du monde, il connaît une nouvelle déception et subit l'une des défaites les plus surprenantes de l'histoire du championnat du monde de snooker, puisqu'il est battu par Dechawat Poomjaeng (10-9). Il termine la saison au 5e rang mondial. 

### Années difficiles (2014-2018)
Lors de la saison suivante, il est demi-finaliste pour la quatrième fois au Masters après ses victoire contre Joe Perry (6-4) et Neil Robertson (6-2). Pourtant, c'est la première fois depuis dix saisons qu'il sort du top 10. Maguire commence mieux la saison suivante puisqu'il remporte le championnat du monde à six billes rouges et l'Open de Lisbonne, et est aussi demi-finaliste au championnat du Royaume-Uni et quart de finaliste au Masters. Mais, son manque de constance pèse sur son classement qui continue de descendre, il sortira du top 16 la saison suivante, pour la première fois depuis plus de onze saisons.
En juin 2015, Maguire perd la finale de la coupe du monde avec John Higgins.

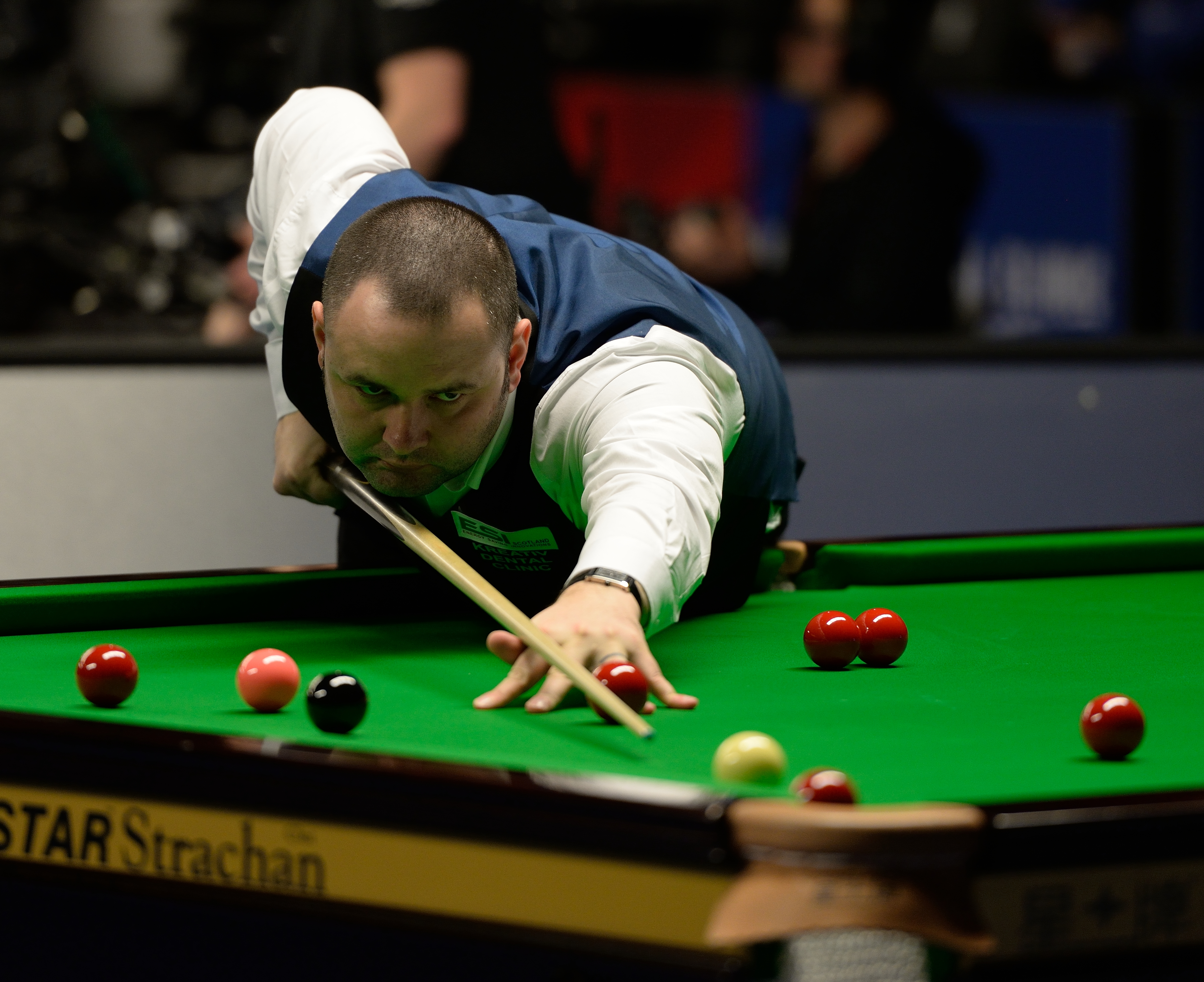
Stephen Maguire à la table (2015).

En 2017, il tente de se ressaisir et atteint son premier quart de finale au championnat du monde depuis plus de cinq ans. Pour y arriver, il domine Anthony McGill et Rory McLeod. Il perd ensuite contre Barry Hawkins. La saison suivante, il atteint sa première finale en quatre ans lors du Masters de Riga mais s'incline contre son ami Ryan Day (5-2). 
En avril 2018, Maguire s'extirpe des qualifications pour le championnat du monde et réussit un bon match contre Ronnie O'Sullivan, dans lequel il mène 6-3. Il s'incline néanmoins sur le score de 10 à 7 et termine l'année avec un classement qui s'est amélioré puisqu'il remonte au 17e rang. 
La saison suivante, Maguire poursuit sa remontée et atteint des nouvelles demi-finales en tournois classés, ainsi qu'un quart de finale au championnat du monde, où il est seulement battu par le futur vainqueur, Judd Trump. Il signe alors son retour dans le top 16 mondial pour la première fois en quatre ans. 

### Retour en forme (2019-2020)
En 2019, Maguire remporte la coupe du monde en double avec John Higgins et domine ce même joueur en finale du championnat du monde à six billes rouges. En décembre, il perd une nouvelle finale au championnat du Royaume-Uni contre Ding Junhui (10-6), après avoir signé un joli parcours et réalisé un total de onze centuries. Au championnat du circuit 2020, Maguire intègre le tournoi grâce au forfait de Ding et domine Neil Robertson lors de son premier match, signant un total de six centuries, dont quatre consécutifs, devenant le premier joueur à dépasser ce nombre dans ce format. Il élimine ensuite le no 1 mondial Judd Trump (9-6) et s'adjuge son premier titre classé depuis sept ans et quatre mois, au terme de sa victoire aux dépens de son ami Mark Allen par 10 manches à 6. Maguire revient dans le top 10 pour la première fois depuis 2014.

### Nouvelle période difficile (depuis 2021)
Maguire ne dispute qu'une seule demi-finale lors de la saison suivante, à l'Open du pays de Galles, en battant notamment Shaun Murphy (5-4), avant de perdre contre Jordan Brown, no 81 du classement mondial. Ses résultats ne s'améliorent pas la saison suivante et l'Écossais quitte le top 30 mondial pour la première fois depuis 2004. Néanmoins, au championnat du monde, issu des qualifications, il rejoint les quarts de finale en battant Shaun Murphy et Zhao Xintong, avant d'être balayé par Ronnie O'Sullivan (13-5). Il termine la saison 24e mondial. 
En 2023, après une saison pauvre en matière de résultats, Maguire s'incline au dernier tour des qualifications pour le championnat du monde, une première depuis 2003. Il termine ainsi la saison au rang no 32, son plus bas depuis près de vingt ans. 
En 2024, L'Écossais tente de se rebeller, rejoignant les quarts de finale du championnat du monde pour la huitième fois de sa carrière, alors qu'il a dû passer par les qualifications,. Opposé à David Gilbert, il s'incline avec des regrets sur le score de 13-8. Parvenant à défendre ses points de 2022, il peut se maintenir au classement, bien qu'il ne réussisse pas à remonter plus haut qu'en fin d'année précédente. 
Près d'un an après ce résultat, il est de retour en demi-finale de tournoi classé pour la première fois en quatre ans lors de l'Open du pays de Galles, dominant Jack Lisowski. Cette fois, il franchit une marche supplémentaire et rejoint la finale, sa première en cinq ans. Malgré une prestation convaincante, il est battu par un excellent Mark Selby (9-6). Ce résultat lui permet de remonter au 26e rang mondial. 
Maguire commence la saison 2025-2026 par un succès lors du championnat de la ligue, s'adjugeant ainsi son septième titre de classement et mettant fin à cinq années de disette. Toutefois, cette performance ne lui permet guère de progresser au classement. 

## Rivalité
Stephen Maguire a une rivalité avec Shaun Murphy. Lors de leur rencontre au Grand Prix 2004, un petit incident s'est produit ; à l'entame de la première manche, Maguire s'est rendu compte qu'il avait oublié sa craie au vestiaire. Il a alors demandé à l'arbitre la permission pour aller la chercher. Quand Maguire est revenu, l'arbitre l'a pénalisé en donnant une manche gratuite à son adversaire (une discussion entre Murphy, l'arbitre et le directeur du tournoi avait eu lieu au préalable). Après sa victoire, Maguire a commenté : « Les règles sont les règles mais je n'avais jamais entendu parler de quelque chose comme cela auparavant. ».
D'autres incidents se sont produits ; lors du championnat du monde de snooker 2006, Maguire a dit : « Je ne veux pas être un gros champion du monde. » ; probablement en référence au poids de Murphy. Lors de l'Open du pays de Galles 2007, Maguire a dit à propos de l'incident de 2004 : « Cela a été la cerise sur le gâteau. Je ne l'aime pas et lui non plus. Je travaille dur pour essayer de battre tout le monde mais cela m'aurait fait encore plus mal de perdre contre lui. ».
Avant leur match du premier tour au championnat du monde 2022, Murphy revient sur leur rivalité de longue date, expliquant qu'elle remonte en réalité à une rencontre sur le circuit junior, lorsque les deux joueurs étaient âgés d'une douzaine d'années. Le père de Maguire avait demandé à réduire le format de la finale du tournoi pour regagner l'Écosse plus rapidement, ce que le père de Murphy avait refusé. Frustré, Maguire aurait alors complètement balayé son adversaire (3-0). Toutefois, Murphy explique qu'il a beaucoup de respect pour Maguire et que leur rivalité est désormais enterrée.
Les deux joueurs sont à égalité (14-14) dans leurs confrontations.

## Technique et style de jeu
Stephen Maguire a une technique assez classique ; il a une main d'appui relativement à plat, avec les doigts écartés les uns des autres. Il a aussi une position de jambes assez classique pour un joueur de snooker. Son action de queue de billard est assez souple et droite.
En revanche, l'Écossais se démarque pour son style de jeu très agressif ; il essaye de toujours avoir une table ouverte, donc n'hésite pas à éclater le paquet de rouges en cours de partie. Parfois, il tente même de jouer des billes qui semblent très risquées. Cependant, il éprouve quelques difficultés dans le jeu défensif ; en plus d'avoir une défense souvent trop fragile, le joueur écossais peut vite perdre patience et éclater des paquets de rouges délibérément pendant les parties défensives. En tant que constructeur de break confirmé, il a signé près de 450 century breaks en carrière, dont trois breaks maximaux. Son surnom ; le « Maverick », lui a justement été donné en raison de son jeu agressif ; peu commun.

Maguire fait aussi partie des joueurs de caractère ; n'hésitant pas à montrer sa frustration lorsqu'il manque une entreprise.

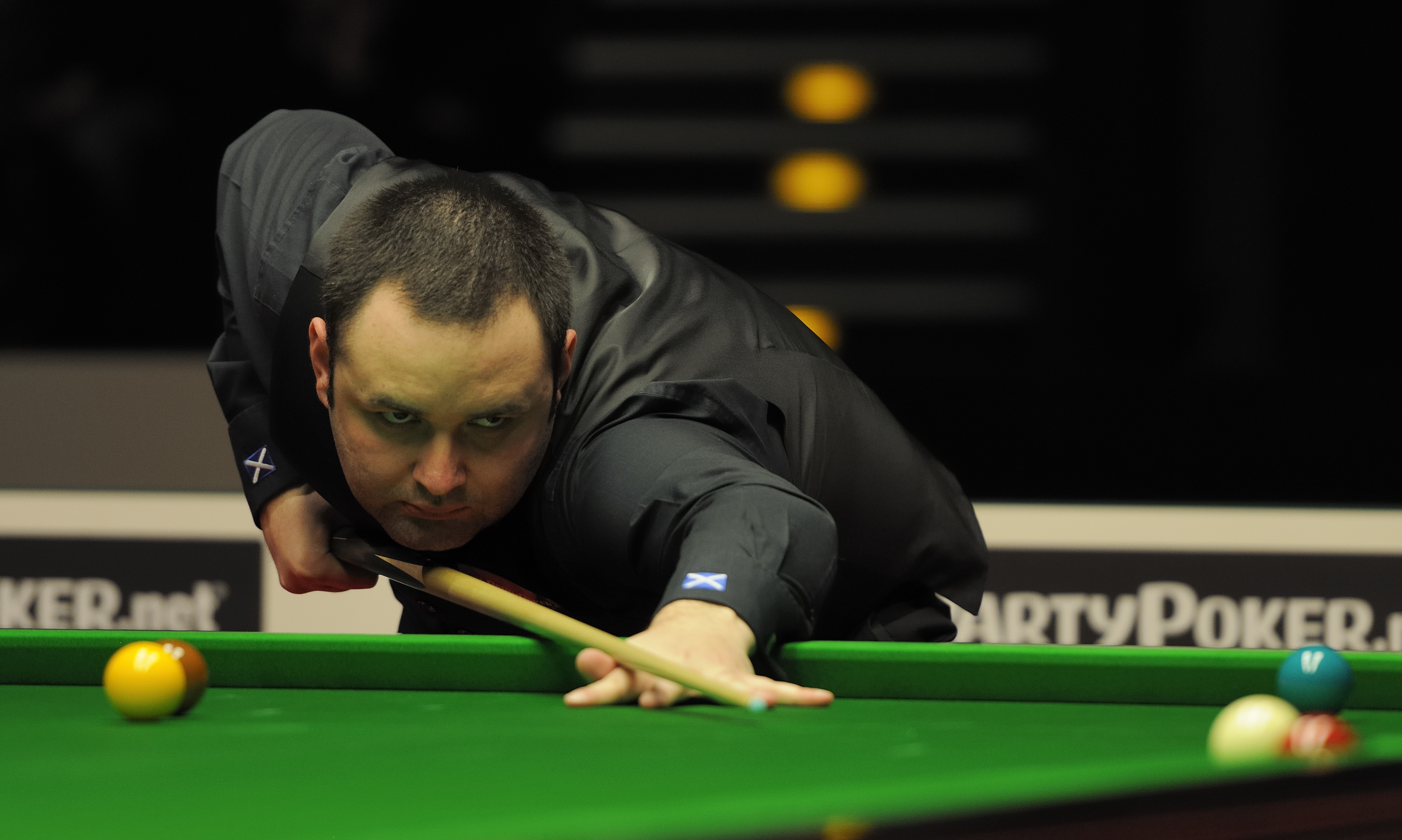
Image illustrative de la technique classique de Stephen Maguire.
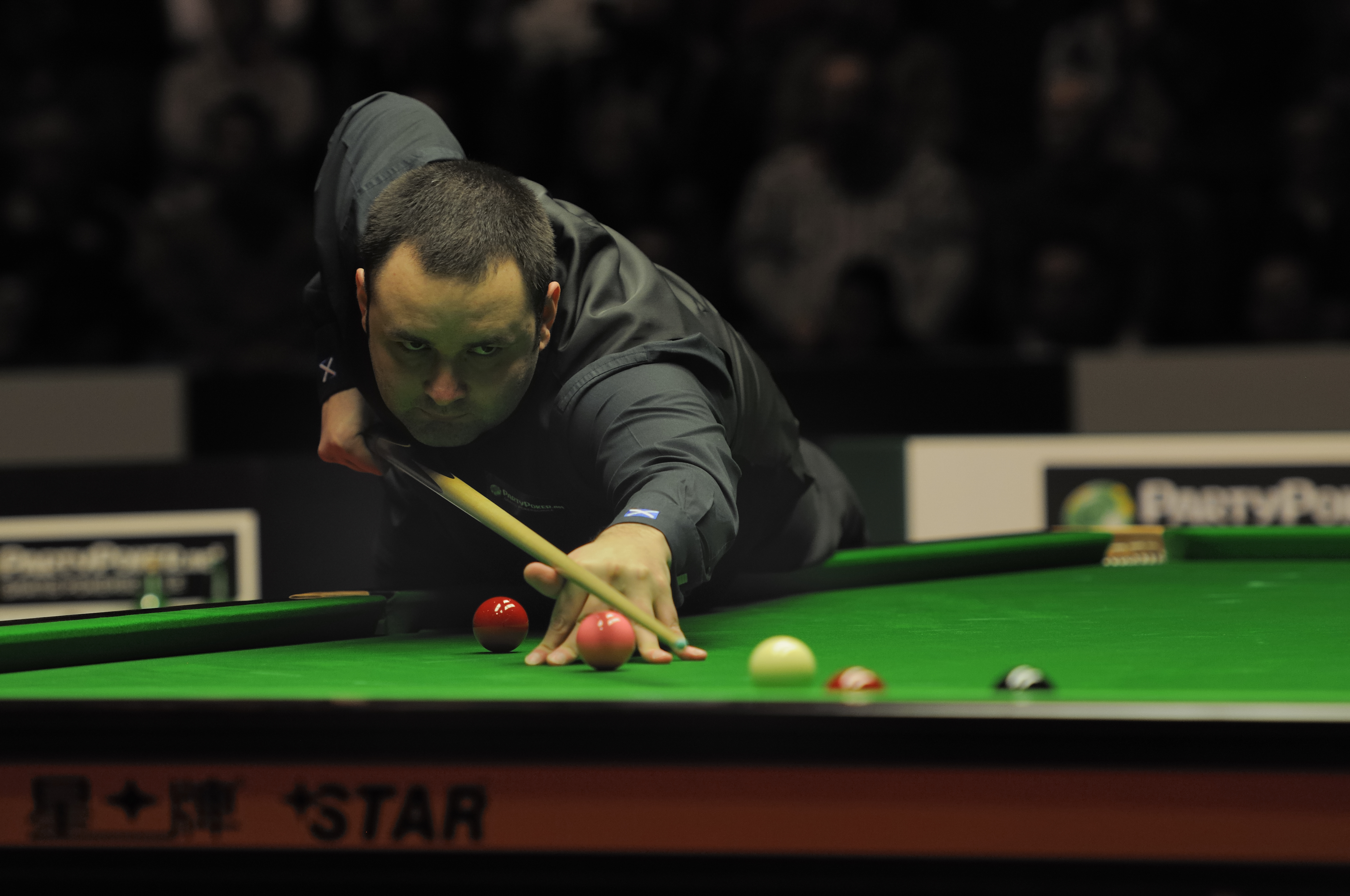
Stephen Maguire, jouant une bille en chevalet.
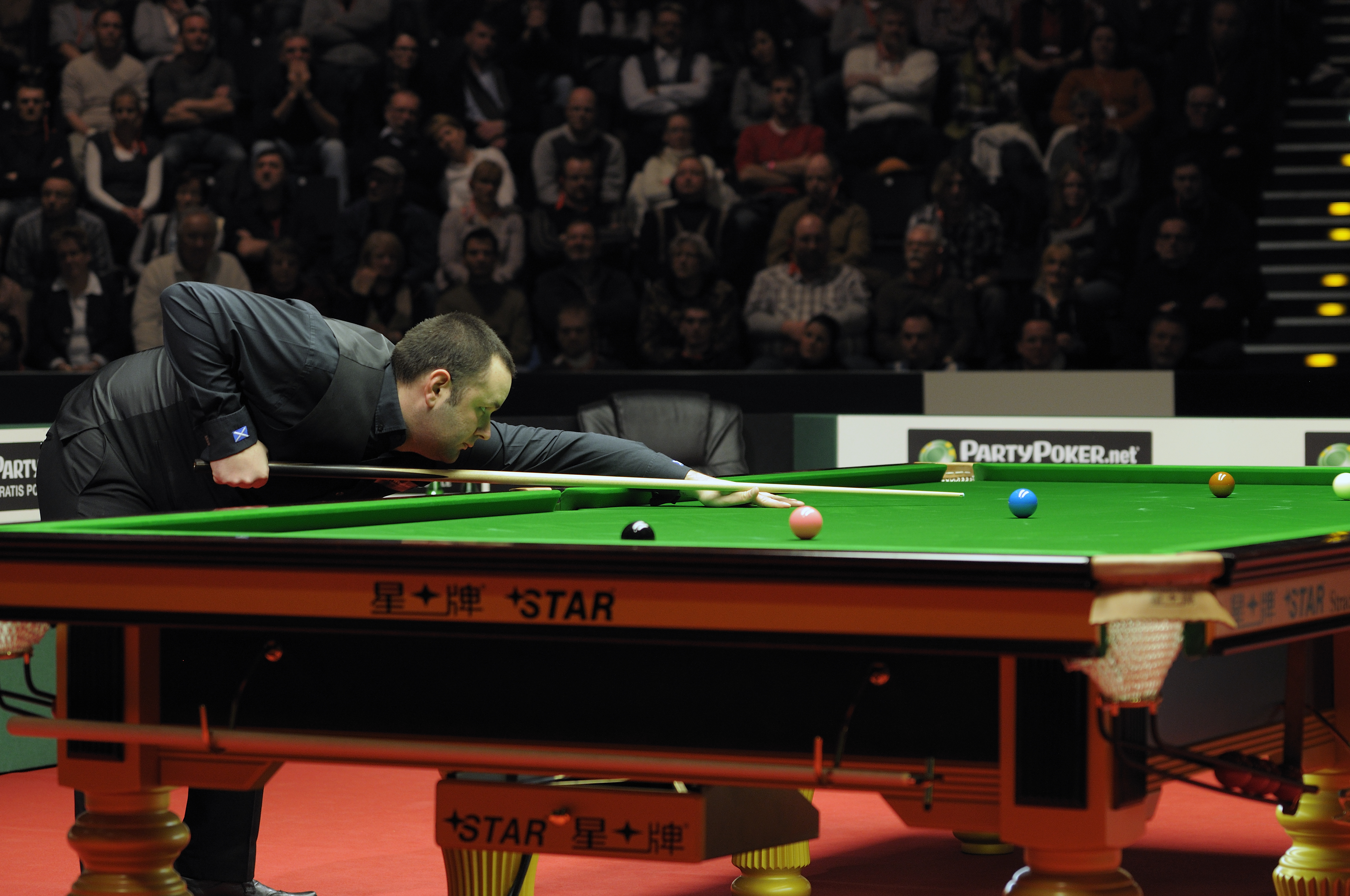
Illustration de la technique de Stephen Maguire (vue de profil).
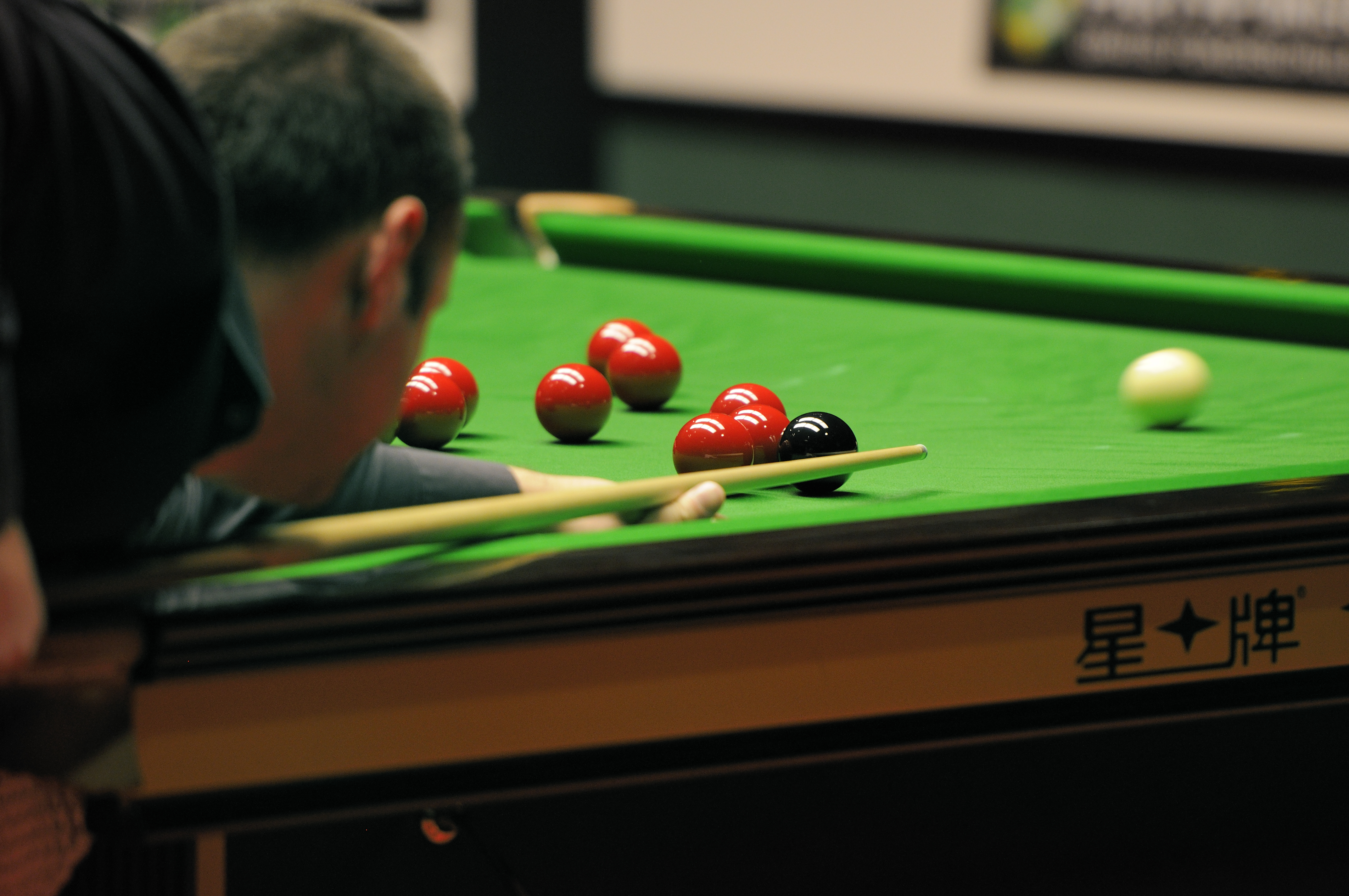
Maguire, jouant une bille (vue de l'arrière).
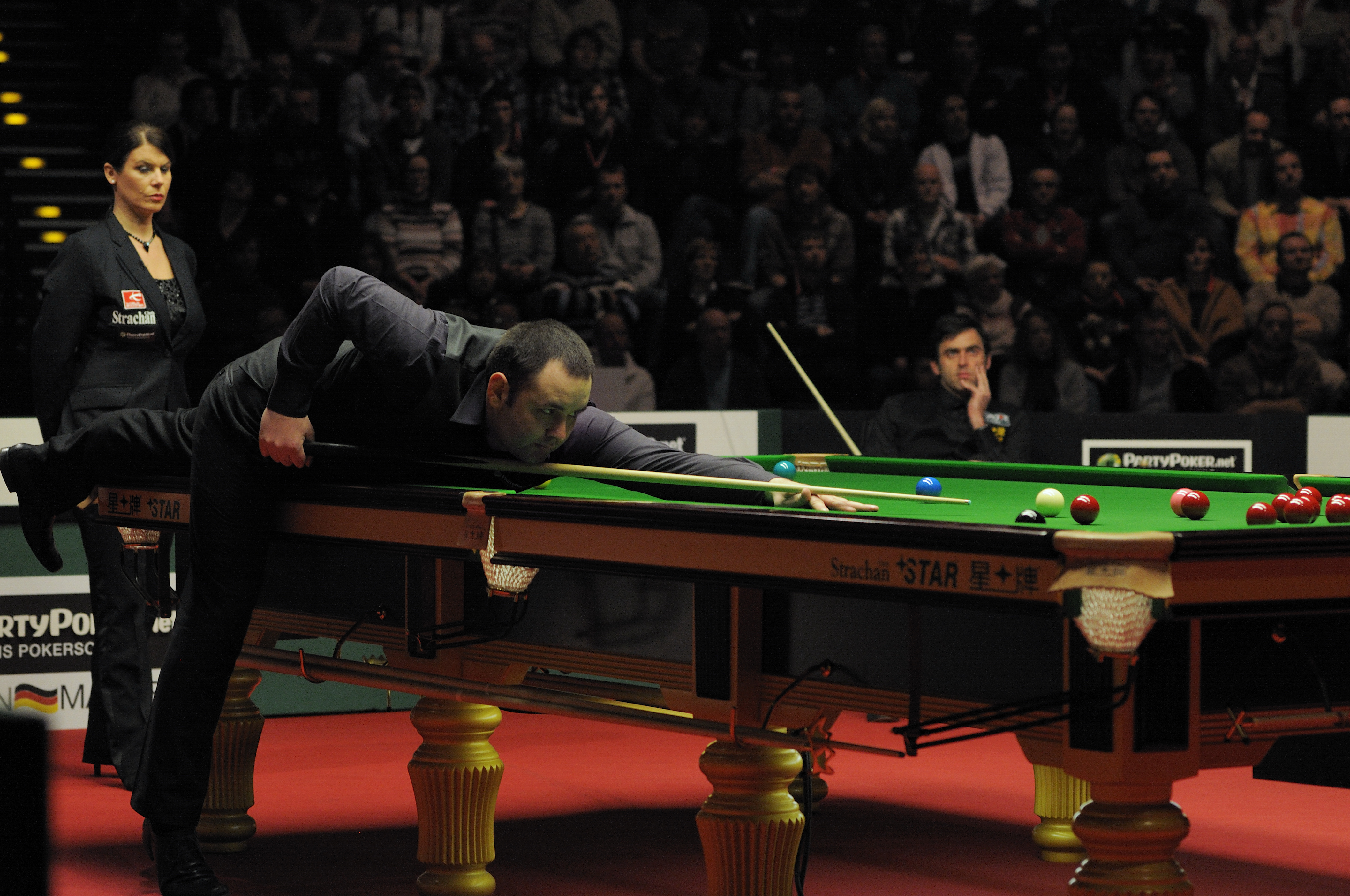
Stephen Maguire, jouant en extension, avec une jambe appuyée contre la table.
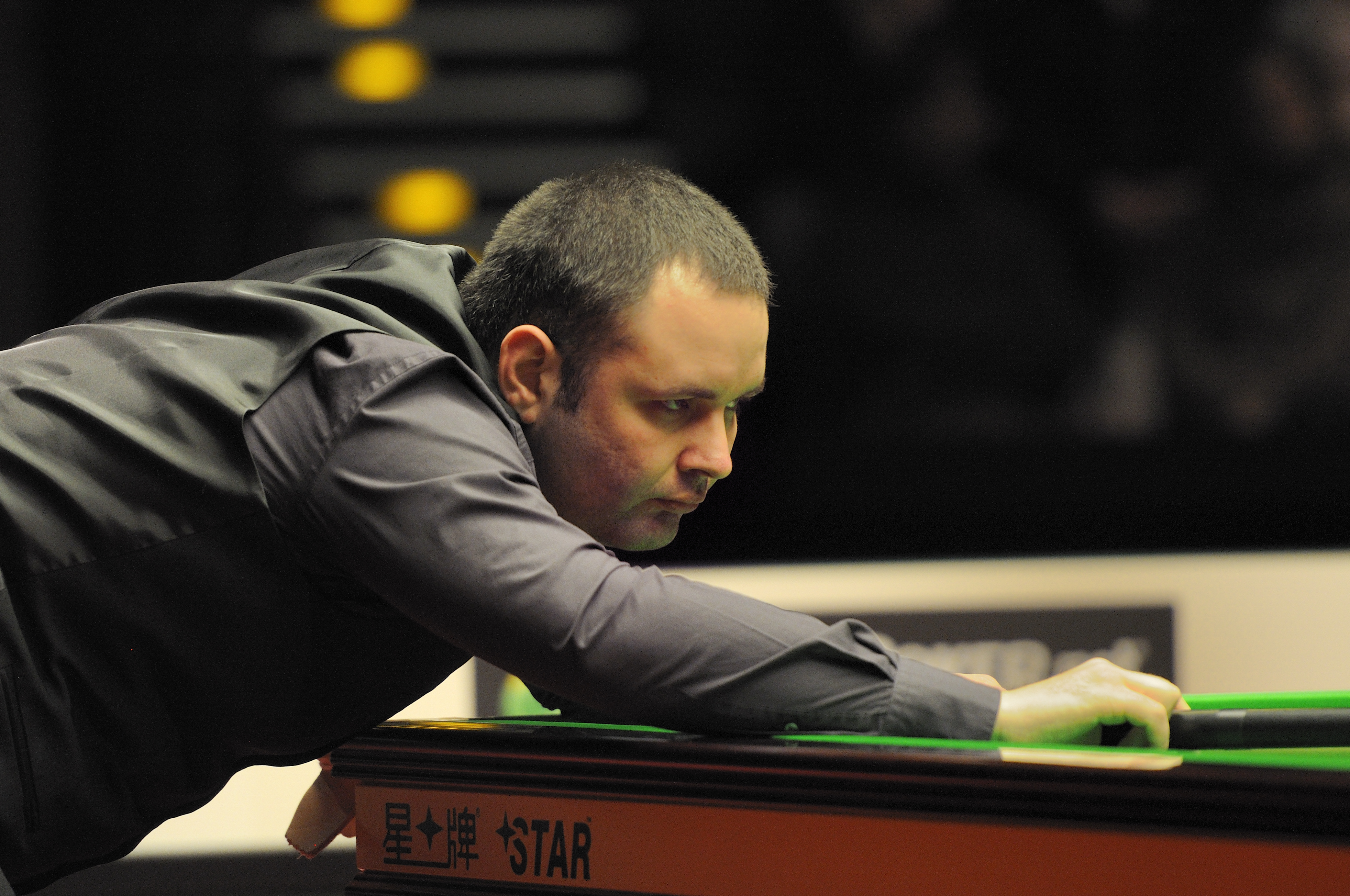
Aperçu de la façon de jouer de Stephen Maguire avec le reposoir.

## Vie personnelle
Pour des raisons médicales, il ne porte jamais le nœud-papillon traditionnel.
Il a trois enfants avec sa femme, Sharon.
Le 27 août 2009, Maguire est arrêté et interrogé par la police pour suspicion de match truqué avec son compatriote et ami Jamie Burnett, lors du championnat du Royaume-Uni 2008. En effet, Maguire s'était imposé 9 à 3, alors que son adversaire avait raté une noir facile pour revenir à 4-8. De plus, d'importantes sommes d'argent avaient été mises en jeu pour voir Maguire s'imposer sur le score de 9-3. L'enquête a cependant été interrompue pour manque de preuves.
Il s’entraîne régulièrement avec John Higgins et Anthony McGill.

## Résultats dans les tournois
| Saison                                   | 1997- 1998           | 1998- 1999           | 1999- 2000           | 2000- 2001           | 2001- 2002           | 2002- 2003           | 2003- 2004           | 2004- 2005           | 2005- 2006           | 2006- 2007           | 2007- 2008           | 2008- 2009           | 2009- 2010           | 2010- 2011            | 2011- 2012            | 2012- 2013            | 2013- 2014            | 2014- 2015            | 2015- 2016            | 2016- 2017           | 2017- 2018           | 2018- 2019           | 2019- 2020           | 2020- 2021           | 2021- 2022         |                   |                   |
| Classement                               | NC                   | NC                   | 193                  | 100                  | 52                   | 52                   | 41                   | 24                   | 3                    | 9                    | 10                   | 2                    | 2                    | 6                     | 8                     | 4                     | 5                     | 14                    | 15                    | 18                   | 24                   | 17                   | 16                   | 9                    | 9                  |                   |                   |
| Tournois classés                         |                      |                      |                      |                      |                      |                      |                      |                      |                      |                      |                      |                      |                      |                       |                       |                       |                       |                       |                       |                      |                      |                      |                      |                      |                    |                   |                   |
| Championnat de la ligue                  | Tournoi non existant | Tournoi non existant | Tournoi non existant | Tournoi non existant | Tournoi non existant | Tournoi non existant | Tournoi non existant | Tournoi non existant | Tournoi non existant | Tournoi non existant | Tournoi non classé   | Tournoi non classé   | Tournoi non classé   | Tournoi non classé    | Tournoi non classé    | Tournoi non classé    | Tournoi non classé    | Tournoi non classé    | Tournoi non classé    | Tournoi non classé   | Tournoi non classé   | Tournoi non classé   | Tournoi non classé   | RR                   | RR                 |                   |                   |
| Open de Grande-Bretagne                  | A                    | A                    | 2T                   | DQ                   | DQ                   | 3T                   | 2T                   | F                    | Tournoi abandonné    | Tournoi abandonné    | Tournoi abandonné    | Tournoi abandonné    | Tournoi abandonné    | Tournoi abandonné     | Tournoi abandonné     | Tournoi abandonné     | Tournoi abandonné     | Tournoi abandonné     | Tournoi abandonné     | Tournoi abandonné    | Tournoi abandonné    | Tournoi abandonné    | Tournoi abandonné    | Tournoi abandonné    | 4T                 |                   |                   |
| Open d'Irlande du Nord                   | NT                   | A                    | Tournoi non existant | Tournoi non existant | Tournoi non existant | Tournoi non existant | Tournoi non existant | Tournoi non existant | Tournoi non existant | Tournoi non existant | Tournoi non existant | Tournoi non existant | Tournoi non existant | Tournoi non existant  | Tournoi non existant  | Tournoi non existant  | Tournoi non existant  | Tournoi non existant  | Tournoi non existant  | 1T                   | 2T                   | 1T                   | 4T                   | 3T                   | 3T                 |                   |                   |
| Open d'Angleterre                        | Tournoi non existant | Tournoi non existant | Tournoi non existant | Tournoi non existant | Tournoi non existant | Tournoi non existant | Tournoi non existant | Tournoi non existant | Tournoi non existant | Tournoi non existant | Tournoi non existant | Tournoi non existant | Tournoi non existant | Tournoi non existant  | Tournoi non existant  | Tournoi non existant  | Tournoi non existant  | Tournoi non existant  | Tournoi non existant  | 2T                   | 1T                   | DF                   | 1T                   | 1T                   | DQ                 |                   |                   |
| Championnat du Royaume-Uni               | A                    | A                    | 1T                   | 1T                   | DQ                   | 2T                   | 2T                   | V                    | 3T                   | 3T                   | F                    | DF                   | DF                   | QF                    | QF                    | 2T                    | QF                    | DF                    | 4T                    | 4T                   | DF                   | QF                   | F                    | 3T                   | 3T                 |                   |                   |
| Open d'Écosse                            | A                    | A                    | 1T                   | 2T                   | 1T                   | 1T                   | DQ                   | Tournoi non existant | Tournoi non existant | Tournoi non existant | Tournoi non existant | Tournoi non existant | Tournoi non existant | Tournoi non existant  | Tournoi non existant  | CM                    | Non existant          | Non existant          | Non existant          | 3T                   | QF                   | 1T                   | 2T                   | 1T                   | QF                 |                   |                   |
| Grand Prix mondial                       | Tournoi non existant | Tournoi non existant | Tournoi non existant | Tournoi non existant | Tournoi non existant | Tournoi non existant | Tournoi non existant | Tournoi non existant | Tournoi non existant | Tournoi non existant | Tournoi non existant | Tournoi non existant | Tournoi non existant | Tournoi non existant  | Tournoi non existant  | Tournoi non existant  | Tournoi non existant  | NC                    | 1T                    | 1T                   | DF                   | 2T                   | 1T                   | NQ                   | QF                 |                   |                   |
| Shoot-Out                                | Tournoi non existant | Tournoi non existant | Tournoi non existant | Tournoi non existant | Tournoi non existant | Tournoi non existant | Tournoi non existant | Tournoi non existant | Tournoi non existant | Tournoi non existant | Tournoi non existant | Tournoi non existant | Tournoi non existant | Tournoi non classé    | Tournoi non classé    | Tournoi non classé    | Tournoi non classé    | Tournoi non classé    | Tournoi non classé    | A                    | A                    | A                    | A                    | A                    | A                  |                   |                   |
| Masters d'Allemagne                      | A                    | NC                   | Tournoi non existant | Tournoi non existant | Tournoi non existant | Tournoi non existant | Tournoi non existant | Tournoi non existant | Tournoi non existant | Tournoi non existant | Tournoi non existant | Tournoi non existant | Tournoi non existant | QF                    | F                     | 1T                    | 2T                    | DF                    | QF                    | 1T                   | DQ                   | DF                   | DQ                   | 1T                   | 1T                 |                   |                   |
| Championnat des joueurs                  | Tournoi non existant | Tournoi non existant | Tournoi non existant | Tournoi non existant | Tournoi non existant | Tournoi non existant | Tournoi non existant | Tournoi non existant | Tournoi non existant | Tournoi non existant | Tournoi non existant | Tournoi non existant | Tournoi non existant | F                     | DF                    | 1T                    | 1T                    | 2T                    | NQ                    | NQ                   | 1T                   | 1T                   | DF                   | NQ                   | NQ                 |                   |                   |
| Masters d'Europe                         | Tournoi non existant | Tournoi non existant | Tournoi non existant | Tournoi non existant | 1T                   | DQ                   | V                    | 2T                   | QF                   | 2T                   | NC                   | Tournoi non existant | Tournoi non existant | Tournoi non existant  | Tournoi non existant  | Tournoi non existant  | Tournoi non existant  | Tournoi non existant  | Tournoi non existant  | DQ                   | DQ                   | DQ                   | DQ                   | 3T                   | DQ                 |                   |                   |
| Open du pays de Galles                   | A                    | A                    | DQ                   | DQ                   | DQ                   | DQ                   | 1T                   | 2T                   | 2T                   | DF                   | 2T                   | QF                   | DF                   | F                     | QF                    | V                     | 4T                    | QF                    | 1T                    | 2T                   | 2T                   | 1T                   | 4T                   | DF                   | DQ                 |                   |                   |
| Masters de Turquie                       | Tournoi non existant | Tournoi non existant | Tournoi non existant | Tournoi non existant | Tournoi non existant | Tournoi non existant | Tournoi non existant | Tournoi non existant | Tournoi non existant | Tournoi non existant | Tournoi non existant | Tournoi non existant | Tournoi non existant | Tournoi non existant  | Tournoi non existant  | Tournoi non existant  | Tournoi non existant  | Tournoi non existant  | Tournoi non existant  | Tournoi non existant | Tournoi non existant | Tournoi non existant | Tournoi non existant | Tournoi non existant | 1T                 |                   |                   |
| Open de Gibraltar                        | Tournoi non existant | Tournoi non existant | Tournoi non existant | Tournoi non existant | Tournoi non existant | Tournoi non existant | Tournoi non existant | Tournoi non existant | Tournoi non existant | Tournoi non existant | Tournoi non existant | Tournoi non existant | Tournoi non existant | Tournoi non existant  | Tournoi non existant  | Tournoi non existant  | Tournoi non existant  | Tournoi non existant  | CM                    | 2T                   | F                    | A                    | F                    | A                    | F                  |                   |                   |
| Championnat du circuit                   | Tournoi non existant | Tournoi non existant | Tournoi non existant | Tournoi non existant | Tournoi non existant | Tournoi non existant | Tournoi non existant | Tournoi non existant | Tournoi non existant | Tournoi non existant | Tournoi non existant | Tournoi non existant | Tournoi non existant | Tournoi non existant  | Tournoi non existant  | Tournoi non existant  | Tournoi non existant  | Tournoi non existant  | Tournoi non existant  | Tournoi non existant | Tournoi non existant | NQ                   | V                    | NQ                   | NQ                 |                   |                   |
| Championnat du monde                     | DQ                   | DQ                   | DQ                   | DQ                   | DQ                   | DQ                   | 1T                   | 1T                   | 2T                   | DF                   | QF                   | QF                   | 2T                   | 1T                    | DF                    | 1T                    | 1T                    | 1T                    | 1T                    | QF                   | 1T                   | QF                   | 1T                   | 1T                   | QF                 |                   |                   |
| Tournois non classés                     |                      |                      |                      |                      |                      |                      |                      |                      |                      |                      |                      |                      |                      |                       |                       |                       |                       |                       |                       |                      |                      |                      |                      |                      |                    |                   |                   |
| Champion des champions                   | Tournoi non existant | Tournoi non existant | Tournoi non existant | Tournoi non existant | Tournoi non existant | Tournoi non existant | Tournoi non existant | Tournoi non existant | Tournoi non existant | Tournoi non existant | Tournoi non existant | Tournoi non existant | Tournoi non existant | Tournoi non existant  | Tournoi non existant  | Tournoi non existant  | QF                    | 1T                    | QF                    | A                    | A                    | A                    | 1T                   | 1T                   | 1T                 |                   |                   |
| Masters                                  | DQ                   | A                    | DQ                   | DQ                   | DQ                   | DQ                   | DQ                   | WC                   | 1T                   | DF                   | QF                   | DF                   | DF                   | 1T                    | 1T                    | 1T                    | DF                    | QF                    | 1T                    | A                    | A                    | 1T                   | QF                   | QF                   | 1T                 |                   |                   |
| Championnat de la ligue                  | Tournoi non existant | Tournoi non existant | Tournoi non existant | Tournoi non existant | Tournoi non existant | Tournoi non existant | Tournoi non existant | Tournoi non existant | Tournoi non existant | Tournoi non existant | A                    | A                    | DF                   | RR                    | A                     | RR                    | DF                    | RR                    | 2T                    | A                    | RR                   | RR                   | A                    | A                    | A                  |                   |                   |
| Tournois alternatifs                     |                      |                      |                      |                      |                      |                      |                      |                      |                      |                      |                      |                      |                      |                       |                       |                       |                       |                       |                       |                      |                      |                      |                      |                      |                    |                   |                   |
| Championnat du monde à six billes rouges | Tournoi non existant | Tournoi non existant | Tournoi non existant | Tournoi non existant | Tournoi non existant | Tournoi non existant | Tournoi non existant | Tournoi non existant | Tournoi non existant | Tournoi non existant | Tournoi non existant | A                    | A                    | A                     | NT                    | RR                    | 1T                    | V                     | 1T                    | DF                   | RR                   | 1T                   | V                    | Non tenu             | Non tenu           |                   |                   |
| Tournois par équipes                     |                      |                      |                      |                      |                      |                      |                      |                      |                      |                      |                      |                      |                      |                       |                       |                       |                       |                       |                       |                      |                      |                      |                      |                      |                    |                   |                   |
| Coupe du monde                           | Tournoi non existant | Tournoi non existant | Tournoi non existant | Tournoi non existant | Tournoi non existant | Tournoi non existant | Tournoi non existant | Tournoi non existant | Tournoi non existant | Tournoi non existant | Tournoi non existant | Tournoi non existant | Tournoi non existant | Tournoi non existant  | QF                    | Tournoi non tenu      | Tournoi non tenu      | Tournoi non tenu      | F                     | NT                   | A                    | NT                   | V                    | Non tenu             | Non tenu           |                   |                   |
| Anciens tournois classés                 |                      |                      |                      |                      |                      |                      |                      |                      |                      |                      |                      |                      |                      |                       |                       |                       |                       |                       |                       |                      |                      |                      |                      |                      |                    |                   |                   |
| Grand Prix de Malte                      | Non classé           | Non classé           | DQ                   | NC                   | Tournoi abandonné    | Tournoi abandonné    | Tournoi abandonné    | Tournoi abandonné    | Tournoi abandonné    | Tournoi abandonné    | Tournoi abandonné    | Tournoi abandonné    | Tournoi abandonné    | Tournoi abandonné     | Tournoi abandonné     | Tournoi abandonné     | Tournoi abandonné     | Tournoi abandonné     | Tournoi abandonné     | Tournoi abandonné    | Tournoi abandonné    | Tournoi abandonné    | Tournoi abandonné    | Tournoi abandonné    | Tournoi abandonné  |                   |                   |
| Masters de Thaïlande                     | A                    | A                    | DQ                   | DQ                   | DQ                   | NC                   | Non existant         | Non existant         | Non existant         | NC                   | Tournoi abandonné    | Tournoi abandonné    | Tournoi abandonné    | Tournoi abandonné     | Tournoi abandonné     | Tournoi abandonné     | Tournoi abandonné     | Tournoi abandonné     | Tournoi abandonné     | Tournoi abandonné    | Tournoi abandonné    | Tournoi abandonné    | Tournoi abandonné    | Tournoi abandonné    | Tournoi abandonné  | Tournoi abandonné | Tournoi abandonné |
| Masters d'Irlande                        | Tournoi non classé   | Tournoi non classé   | Tournoi non classé   | Tournoi non classé   | Tournoi non classé   | 2T                   | 1T                   | 1T                   | NT                   | NC                   | Tournoi abandonné    | Tournoi abandonné    | Tournoi abandonné    | Tournoi abandonné     | Tournoi abandonné     | Tournoi abandonné     | Tournoi abandonné     | Tournoi abandonné     | Tournoi abandonné     | Tournoi abandonné    | Tournoi abandonné    | Tournoi abandonné    | Tournoi abandonné    | Tournoi abandonné    | Tournoi abandonné  |                   |                   |
| Trophée d'Irlande du Nord                | Tournoi non existant | Tournoi non existant | Tournoi non existant | Tournoi non existant | Tournoi non existant | Tournoi non existant | Tournoi non existant | Tournoi non existant | NC                   | 3T                   | V                    | QF                   | Tournoi abandonné    | Tournoi abandonné     | Tournoi abandonné     | Tournoi abandonné     | Tournoi abandonné     | Tournoi abandonné     | Tournoi abandonné     | Tournoi abandonné    | Tournoi abandonné    | Tournoi abandonné    | Tournoi abandonné    | Tournoi abandonné    | Tournoi abandonné  |                   |                   |
| Championnat de Bahreïn                   | Tournoi non existant | Tournoi non existant | Tournoi non existant | Tournoi non existant | Tournoi non existant | Tournoi non existant | Tournoi non existant | Tournoi non existant | Tournoi non existant | Tournoi non existant | Tournoi non existant | QF                   | Tournoi abandonné    | Tournoi abandonné     | Tournoi abandonné     | Tournoi abandonné     | Tournoi abandonné     | Tournoi abandonné     | Tournoi abandonné     | Tournoi abandonné    | Tournoi abandonné    | Tournoi abandonné    | Tournoi abandonné    | Tournoi abandonné    | Tournoi abandonné  |                   |                   |
| Classique de Wuxi                        | Tournoi non existant | Tournoi non existant | Tournoi non existant | Tournoi non existant | Tournoi non existant | Tournoi non existant | Tournoi non existant | Tournoi non existant | Tournoi non existant | Tournoi non existant | Tournoi non existant | Tournoi non classé   | Tournoi non classé   | Tournoi non classé    | Tournoi non classé    | 1T                    | A                     | QF                    | Tournoi abandonné     | Tournoi abandonné    | Tournoi abandonné    | Tournoi abandonné    | Tournoi abandonné    | Tournoi abandonné    | Tournoi abandonné  |                   |                   |
| Open d'Australie                         | Tournoi non existant | Tournoi non existant | Tournoi non existant | Tournoi non existant | Tournoi non existant | Tournoi non existant | Tournoi non existant | Tournoi non existant | Tournoi non existant | Tournoi non existant | Tournoi non existant | Tournoi non existant | Tournoi non existant | Tournoi non existant  | 1T                    | A                     | A                     | 1T                    | DF                    | Tournoi abandonné    | Tournoi abandonné    | Tournoi abandonné    | Tournoi abandonné    | Tournoi abandonné    | Tournoi abandonné  |                   |                   |
| Masters de Shanghai                      | Tournoi non existant | Tournoi non existant | Tournoi non existant | Tournoi non existant | Tournoi non existant | Tournoi non existant | Tournoi non existant | Tournoi non existant | Tournoi non existant | Tournoi non existant | 2T                   | DF                   | 1T                   | 2T                    | 1T                    | 2T                    | 1T                    | 2T                    | 1T                    | DF                   | 3T                   | Tournoi non classé   | Tournoi non classé   | Tournoi non classé   | Tournoi non classé |                   |                   |
| Classique Paul Hunter                    | Tournoi non existant | Tournoi non existant | Tournoi non existant | Tournoi non existant | Tournoi non existant | Tournoi non existant | Tournoi non existant | Tournoi pro-am       | Tournoi pro-am       | Tournoi pro-am       | Tournoi pro-am       | Tournoi pro-am       | Tournoi pro-am       | Tournoi classé mineur | Tournoi classé mineur | Tournoi classé mineur | Tournoi classé mineur | Tournoi classé mineur | Tournoi classé mineur | A                    | A                    | A                    | NC                   | Non tenu             | Non tenu           |                   |                   |
| Open d'Inde                              | Tournoi non existant | Tournoi non existant | Tournoi non existant | Tournoi non existant | Tournoi non existant | Tournoi non existant | Tournoi non existant | Tournoi non existant | Tournoi non existant | Tournoi non existant | Tournoi non existant | Tournoi non existant | Tournoi non existant | Tournoi non existant  | Tournoi non existant  | Tournoi non existant  | DF                    | A                     | NT                    | QF                   | 1T                   | A                    | Tournoi non tenu     | Tournoi non tenu     | Tournoi non tenu   |                   |                   |
| Open de Chine                            | NC                   | A                    | DQ                   | 1T                   | DQ                   | Non existant         | Non existant         | DQ                   | 1T                   | 2T                   | V                    | 1T                   | 2T                   | 1T                    | F                     | DF                    | F                     | 3T                    | DF                    | QF                   | 1T                   | 2T                   | Tournoi non tenu     | Tournoi non tenu     | Tournoi non tenu   |                   |                   |
| Masters de Riga                          | Tournoi non existant | Tournoi non existant | Tournoi non existant | Tournoi non existant | Tournoi non existant | Tournoi non existant | Tournoi non existant | Tournoi non existant | Tournoi non existant | Tournoi non existant | Tournoi non existant | Tournoi non existant | Tournoi non existant | Tournoi non existant  | Tournoi non existant  | Tournoi non existant  | Tournoi non existant  | CM                    | CM                    | DQ                   | F                    | DF                   | DQ                   | Non tenu             | Non tenu           |                   |                   |
| Championnat international                | Tournoi non existant | Tournoi non existant | Tournoi non existant | Tournoi non existant | Tournoi non existant | Tournoi non existant | Tournoi non existant | Tournoi non existant | Tournoi non existant | Tournoi non existant | Tournoi non existant | Tournoi non existant | Tournoi non existant | Tournoi non existant  | Tournoi non existant  | 2T                    | 1T                    | 1T                    | DQ                    | 2T                   | 2T                   | 2T                   | 2T                   | Non tenu             | Non tenu           |                   |                   |
| Championnat de Chine                     | Tournoi non existant | Tournoi non existant | Tournoi non existant | Tournoi non existant | Tournoi non existant | Tournoi non existant | Tournoi non existant | Tournoi non existant | Tournoi non existant | Tournoi non existant | Tournoi non existant | Tournoi non existant | Tournoi non existant | Tournoi non existant  | Tournoi non existant  | Tournoi non existant  | Tournoi non existant  | Tournoi non existant  | Tournoi non existant  | NC                   | 3T                   | 1T                   | 2T                   | Non tenu             | Non tenu           |                   |                   |
| Open mondial                             | A                    | A                    | 1T                   | DQ                   | 1T                   | DQ                   | DQ                   | QF                   | 1T                   | RR                   | 2T                   | 1T                   | 2T                   | QF                    | 1T                    | 2T                    | 1T                    | Non existant          | Non existant          | 1T                   | 2T                   | 2T                   | F                    | Non tenu             | Non tenu           |                   |                   |
| Anciens tournois non classés             |                      |                      |                      |                      |                      |                      |                      |                      |                      |                      |                      |                      |                      |                       |                       |                       |                       |                       |                       |                      |                      |                      |                      |                      |                    |                   |                   |
| Masters d'Écosse                         | A                    | A                    | DQ                   | DQ                   | DQ                   | A                    | Tournoi abandonné    | Tournoi abandonné    | Tournoi abandonné    | Tournoi abandonné    | Tournoi abandonné    | Tournoi abandonné    | Tournoi abandonné    | Tournoi abandonné     | Tournoi abandonné     | Tournoi abandonné     | Tournoi abandonné     | Tournoi abandonné     | Tournoi abandonné     | Tournoi abandonné    | Tournoi abandonné    | Tournoi abandonné    | Tournoi abandonné    | Tournoi abandonné    | Tournoi abandonné  |                   |                   |
| Trophée d'Irlande du Nord                | Tournoi non existant | Tournoi non existant | Tournoi non existant | Tournoi non existant | Tournoi non existant | Tournoi non existant | Tournoi non existant | Tournoi non existant | QF                   | Tournoi classé       | Tournoi classé       | Tournoi classé       | Tournoi abandonné    | Tournoi abandonné     | Tournoi abandonné     | Tournoi abandonné     | Tournoi abandonné     | Tournoi abandonné     | Tournoi abandonné     | Tournoi abandonné    | Tournoi abandonné    | Tournoi abandonné    | Tournoi abandonné    | Tournoi abandonné    | Tournoi abandonné  |                   |                   |
| Open d'Europe                            | Tournoi non existant | Tournoi non existant | Tournoi non existant | Tournoi non existant | Tournoi classé       | Tournoi classé       | Tournoi classé       | Tournoi classé       | Tournoi classé       | Tournoi classé       | RR                   | Tournoi non tenu     | Tournoi non tenu     | Tournoi non tenu      | Tournoi non tenu      | Tournoi non tenu      | Tournoi non tenu      | Tournoi non tenu      | Tournoi non tenu      | Tournoi classé       | Tournoi classé       | Tournoi classé       | Tournoi classé       | Tournoi classé       | Tournoi classé     |                   |                   |
| Classique de Wuxi                        | Tournoi non existant | Tournoi non existant | Tournoi non existant | Tournoi non existant | Tournoi non existant | Tournoi non existant | Tournoi non existant | Tournoi non existant | Tournoi non existant | Tournoi non existant | Tournoi non existant | A                    | A                    | A                     | QF                    | Tournoi classé        | Tournoi classé        | Tournoi classé        | Tournoi abandonné     | Tournoi abandonné    | Tournoi abandonné    | Tournoi abandonné    | Tournoi abandonné    | Tournoi abandonné    | Tournoi abandonné  |                   |                   |
| Première ligue                           | A                    | A                    | A                    | A                    | A                    | A                    | A                    | A                    | RR                   | A                    | A                    | A                    | A                    | A                     | A                     | A                     | Tournoi abandonné     | Tournoi abandonné     | Tournoi abandonné     | Tournoi abandonné    | Tournoi abandonné    | Tournoi abandonné    | Tournoi abandonné    | Tournoi abandonné    | Tournoi abandonné  |                   |                   |
| Grand Prix mondial                       | Tournoi non existant | Tournoi non existant | Tournoi non existant | Tournoi non existant | Tournoi non existant | Tournoi non existant | Tournoi non existant | Tournoi non existant | Tournoi non existant | Tournoi non existant | Tournoi non existant | Tournoi non existant | Tournoi non existant | Tournoi non existant  | Tournoi non existant  | Tournoi non existant  | Tournoi non existant  | 2T                    | Tournoi classé        | Tournoi classé       | Tournoi classé       | Tournoi classé       | Tournoi classé       | Tournoi classé       | Tournoi classé     |                   |                   |
| Shoot-Out                                | Tournoi non existant | Tournoi non existant | Tournoi non existant | Tournoi non existant | Tournoi non existant | Tournoi non existant | Tournoi non existant | Tournoi non existant | Tournoi non existant | Tournoi non existant | Tournoi non existant | Tournoi non existant | Tournoi non existant | 1T                    | 3T                    | DF                    | 1T                    | 1T                    | A                     | Tournoi classé       | Tournoi classé       | Tournoi classé       | Tournoi classé       | Tournoi classé       | Tournoi classé     |                   |                   |
| Classique Paul Hunter                    | Tournoi non existant | Tournoi non existant | Tournoi non existant | Tournoi non existant | Tournoi non existant | Tournoi non existant | Tournoi non existant | Tournoi pro-am       | Tournoi pro-am       | Tournoi pro-am       | Tournoi pro-am       | Tournoi pro-am       | Tournoi pro-am       | Tournoi classé mineur | Tournoi classé mineur | Tournoi classé mineur | Tournoi classé mineur | Tournoi classé mineur | Tournoi classé mineur | Tournoi classé       | Tournoi classé       | Tournoi classé       | A                    | Non tenu             | Non tenu           |                   |                   |
| Masters de Shanghai                      | Tournoi non existant | Tournoi non existant | Tournoi non existant | Tournoi non existant | Tournoi non existant | Tournoi non existant | Tournoi non existant | Tournoi non existant | Tournoi non existant | Tournoi non existant | Tournoi classé       | Tournoi classé       | Tournoi classé       | Tournoi classé        | Tournoi classé        | Tournoi classé        | Tournoi classé        | Tournoi classé        | Tournoi classé        | Tournoi classé       | Tournoi classé       | 2T                   | 1T                   | Non tenu             | Non tenu           |                   |                   |

| Legendes des performances | Legendes des performances  | Legendes des performances | Legendes des performances                                                                                    | Legendes des performances | Legendes des performances  |
| ------------------------- | -------------------------- | ------------------------- | --- | ------------------------- | -------------------------- |
| DQ                        | Défaite aux qualifications | XT                        | Défaite aux premiers tours et défaite aux tours d'invitation, round robin (WC = wild card, RR = round robin) | QF                        | Défaite en quart de finale |
| DF                        | Défaite en demi-finale     | F                         | Défaite en finale                                                                                            | V                         | Victoire                   |
| NQ                        | Non qualifié               | A                         | Absent/Forfait                                                                                               | F                         | Retrait du tournoi         |

| NT / Non tenu              | NT / Non tenu              | NT / Non tenu              | NT / Non tenu              | Tournoi non tenu      |
| NC / Tournoi non classé    | NC / Tournoi non classé    | NC / Tournoi non classé    | NC / Tournoi non classé    | Tournoi non classé    |
| C / Tournoi classé         | C / Tournoi classé         | C / Tournoi classé         | C / Tournoi classé         | Tournoi classé        |
| CM / Tournoi classé mineur | CM / Tournoi classé mineur | CM / Tournoi classé mineur | CM / Tournoi classé mineur | Tournoi classé mineur |
| TA / Tournoi alternatif    | TA / Tournoi alternatif    | TA / Tournoi alternatif    | TA / Tournoi alternatif    | Tournoi alternatif    |

## Palmarès
| Légende | Catégorie                      | Titres                         | Finales                        |
|         | Tournois classés               | 7                              | 8                              |
|         | Tournois classés mineurs       | 3                              | 3                              |
|         | Tournois non classés           | 2                              | 3                              |
|         | Tournois en équipes            | 1                              | 1                              |
|         | Tournois alternatifs           | 2                              | 0                              |
|         | Tournois amateurs              | 1                              | 0                              |
| Gras    | Tournois de la triple couronne | Tournois de la triple couronne | Tournois de la triple couronne |

### Titres

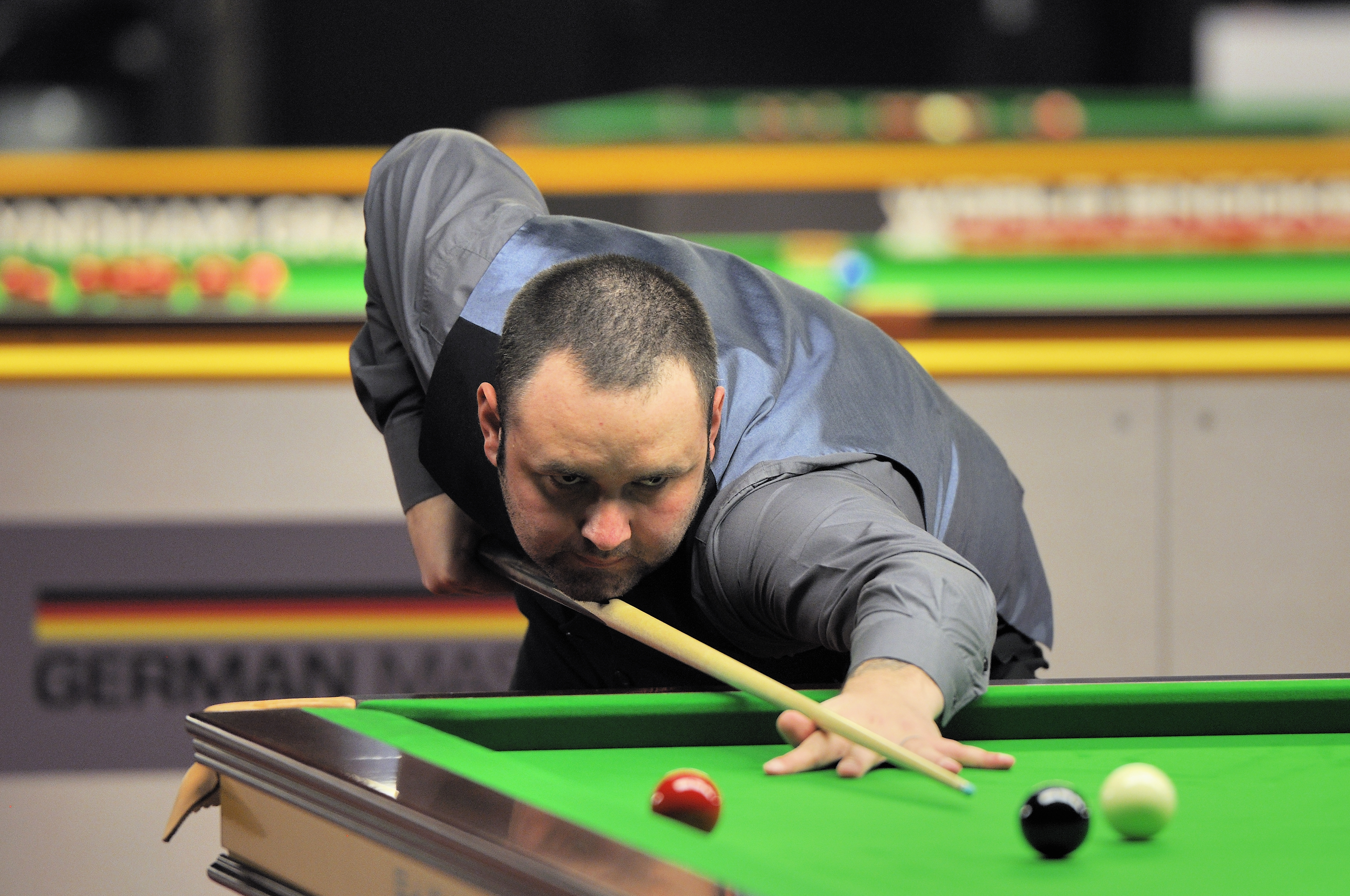
Stephen Maguire (2014).

| Saison    | Nom du tournoi                               | Lieu             | Finaliste      | Score | Tableau |
| 2000      | Championnat du monde amateur                 | Changchun        | Luke Fisher    | 11-5  |         |
| 2003-2004 | Open d'Europe                                | La Valette       | Jimmy White    | 9-3   | Tableau |
| 2003-2004 | Championnat de Merseyside                    | Liverpool        | Mark Davis     | 5-1   |         |
| 2004-2005 | Championnat du Royaume-Uni                   | York             | David Gray     | 10-1  | Tableau |
| 2007-2008 | Trophée d'Irlande du Nord                    | Belfast          | Fergal O'Brien | 9-5   | Tableau |
| 2007-2008 | Open de Chine                                | Pékin            | Shaun Murphy   | 10-9  | Tableau |
| 2009-2010 | Pro Challenge Series (épreuve 1)             | Leeds            | Alan McManus   | 5-2   |         |
| 2011-2012 | Open FFB                                     | Fürstenfeldbruck | Joe Perry      | 4-2   | Tableau |
| 2012-2013 | Épreuve 1 de Gloucester                      | Gloucester       | Jack Lisowski  | 4-3   | Tableau |
| 2012-2013 | Open du pays de Galles                       | Newport          | Stuart Bingham | 9-8   | Tableau |
| 2014-2015 | Championnat du monde à six billes rouges     | Bangkok          | Ricky Walden   | 8-7   | Tableau |
| 2014-2015 | Open de Lisbonne                             | Lisbonne         | Matthew Selt   | 4-2   | Tableau |
| 2019-2020 | Coupe du monde                               | Wuxi             | Chine          | 4-0   | Tableau |
| 2019-2020 | Championnat du monde à six billes rouges (2) | Bangkok          | John Higgins   | 8-6   | Tableau |
| 2019-2020 | Championnat du circuit                       | Milton Keynes    | Mark Allen     | 10-6  | Tableau |
| 2025-2026 | Championnat de la ligue                      | Leicester        | Joe O'Connor   | 3-1   | Tableau |

### Finales perdues

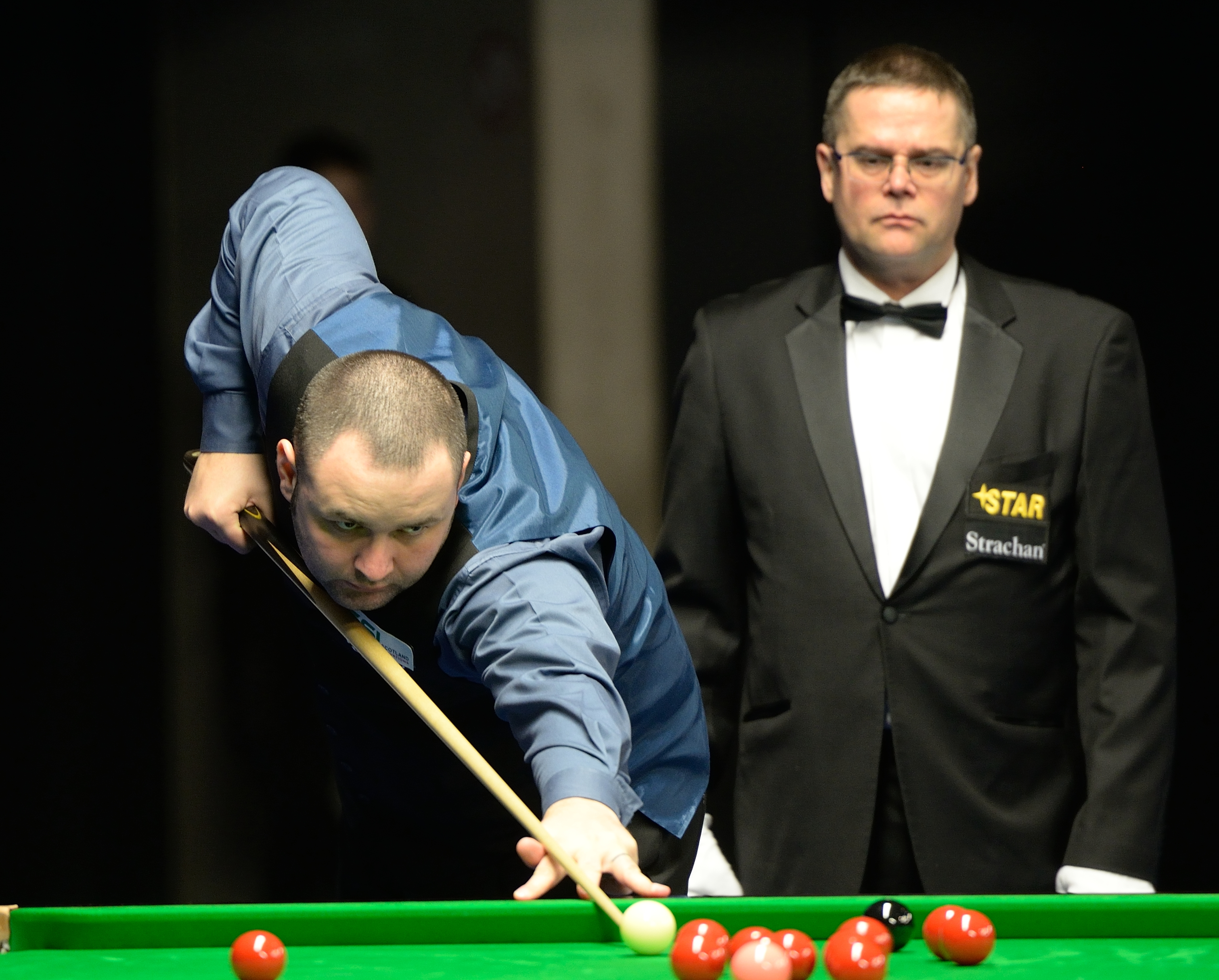
Stephen Maguire (à gauche) et Ingo Schmidt (à droite) lors du Masters d'Allemagne 2015.

| Saison    | Nom du tournoi                            | Lieu       | Finaliste         | Score | Tableau |
| 2001-2002 | Épreuve qualificative au Masters d'Écosse |            | Patrick Wallace   | 0-5   |         |
| 2002-2003 | Championnat de Merseyside                 | Liverpool  | Mark Davis        | 2-5   |         |
| 2004-2005 | Open de Grande-Bretagne                   | Brighton   | John Higgins      | 6-9   | Tableau |
| 2007-2008 | Championnat du Royaume-Uni                | York       | Ronnie O'Sullivan | 2-10  | Tableau |
| 2009-2010 | Challenge international de Pékin          | Pékin      | Liang Wenbo       | 6-7   | Tableau |
| 2010-2011 | Épreuve 1 de Sheffield                    | Sheffield  | Mark Williams     | 0-4   | Tableau |
| 2010-2011 | Coupe MIUS                                | Gloucester | Stephen Lee       | 2-4   | Tableau |
| 2010-2011 | Open du pays de Galles                    | Newport    | John Higgins      | 6-9   | Tableau |
| 2011-2012 | Masters d'Allemagne                       | Berlin     | Ronnie O'Sullivan | 7-9   | Tableau |
| 2011-2012 | Open de Chine                             | Pékin      | Peter Ebdon       | 9-10  | Tableau |
| 2012-2013 | Épreuve 2 de Gloucester                   | Gloucester | Martin Gould      | 3-4   | Tableau |
| 2015-2016 | Coupe du monde                            | Wuxi       | Chine             | 1-4   | Tableau |
| 2017-2018 | Masters de Riga                           | Riga       | Ryan Day          | 2-5   | Tableau |
| 2019-2020 | Championnat du Royaume-Uni (2)            | York       | Ding Junhui       | 6-10  | Tableau |
| 2024-2025 | Open du pays de Galles (2)                | Llandudno  | Mark Selby        | 6-9   | Tableau |